# Singinois
Le singinois (en singinois Seislertütsch ; en allemand Senslerdeutsch) est un dialecte haut alémanique parlé principalement dans le district de la Singine.

## Description
Le dialecte se caractérise par de nombreux emprunts au patois fribourgeois. Il est fortement influencé sur le plan lexical par le bernois, mais résiste sur le plan phonétique.
Il compte environ 30 000 locuteurs au début des années 2000.